# Sardis (Ohio)
Sardis es un lugar designado por el censo ubicado en el condado de Monroe en el estado estadounidense de Ohio. En el Censo de 2010 tenía una población de 559 habitantes y una densidad poblacional de 175,19 personas por km².

## Geografía
Sardis se encuentra ubicado en las coordenadas 39°37′37″N 80°54′20″O / 39.62694, -80.90556. Según la Oficina del Censo de los Estados Unidos, Sardis tiene una superficie total de 3.19 km², de la cual 3.19 km² corresponden a tierra firme y (0%) 0 km² es agua.

## Demografía
Según el censo de 2010, había 559 personas residiendo en Sardis. La densidad de población era de 175,19 hab./km². De los 559 habitantes, Sardis estaba compuesto por el 97.85% blancos, el 0.36% eran afroamericanos, el 0.36% eran amerindios, el 0% eran asiáticos, el 0% eran isleños del Pacífico, el 0% eran de otras razas y el 1.43% pertenecían a dos o más razas. Del total de la población el 0% eran hispanos o latinos de cualquier raza.